# Constantine: City of Demons
Constantine: City of Demons è una webserie animata scritta da J. M. DeMatteis, basata sulla storia del personaggio DC Comics John Constantine, un cacciatore di demoni e detective occulto. È un adattamento libero del romanzo grafico "Hellblazer: All His Engines" scritto da Mike Carey e illustrato da Leonardo Manco. Legata indirettamente alla serie televisiva Constantine (2014-2015) grazie alla presenza dell'attore e doppiatore Matt Ryan, la serie è ambientata nell'Universo dei Film Animati DC, collegandola al film animato del 2017 Justice League Dark.
La prima metà della serie è stata inizialmente rilasciata in cinque episodi separati sulla piattaforma di streaming CW Seed il 24 marzo 2018, dopo la premiere al WonderCon. La serie è stata poi rilasciata come film lungometraggio in DVD e Blu-ray il 9 ottobre e successivamente come due episodi su CW Seed il 17 gennaio 2019. È il 34° film dell'Universo Animato DC.

## Trama

### City of Demons: Part One
John Constantine si sveglia da un sogno popolato da sussurri provenienti da tutto il mondo. Si ritrova nel suo appartamento circondato da proiezioni in miniatura dei suoi demoni interiori, vestiti con il trench. Questi attaccano John, che poi usa la magia per assorbire i demoni nel suo subconscio. Viene visitato dal suo vecchio amico, Chas Chandler, che non vede da un decennio. Chas chiede a John di aiutare sua figlia Trish, che è improvvisamente caduta in coma e che Chas sospetta sia il risultato di magia oscura. John usa la magia su Trish e scopre che la sua aura è contaminata. Invoca Asa, l'Infermiere dei Incubi, per aiutare a diagnosticare il problema, ma Asa non riesce a trovare l'anima di Trish. Trish riesce brevemente a comunicare tramite Asa prima che una entità demoniaca prenda il controllo e dia a John un indirizzo. Mentre John e Chas viaggiano verso Los Angeles per recuperare l'anima di Trish, Asa e la moglie di Chas, Renee, restano con Trish. Asa costringe magicamente Renee a raccontare la storia di Newcastle di cui John non vuole parlare. Renee rivela che John e Chas erano migliori amici sin da bambini e avevano anche formato una band insieme da giovani adulti. Quando scoprirono che il loro mentore Alex Logue stava usando sua figlia Astra per eseguire un incantesimo oscuro sotto il suo nightclub di Newcastle, John, che praticava occultismo sin da ragazzo, tentò di salvare Astra evocando un vero demone. Il demone Nergal uccise Alex e i suoi seguaci, ma sterminò anche i frequentatori del club e portò Astra con sé all'Inferno. Il trauma relativo all'incidente lo portò persino a essere rinchiuso in un istituto psichiatrico. Tuttavia, Renee non ricorda di aver condiviso queste informazioni con Asa. John sogna di nuovo i sussurri provenienti da tutto il mondo e sospetta che qualcuno stia manipolando la sua mente. Chas li guida all'indirizzo e vengono accolti in una villa da un maggiordomo antropomorfo a forma di maiale. All'interno della villa, John inciampa su una piscina di cadaveri in decomposizione prima che il mostruoso demone Beroul si presenti. Il demone spiega che il suo piano di rapire anime era solo uno stratagemma per arruolare i servizi di John. Beroul rivela che intende creare il proprio ramo dell'Inferno, ma ha bisogno di John per eliminare i suoi rivali demoniaci.

### City of Demons: Part Two
Dopo essere sopravvissuto a un inseguimento sulla strada da parte di cani demoniaci e essere stato salvato da un autista apparentemente posseduto, John incontra di nuovo Beroul, che si rivela essere Nergal e che è responsabile dell'epidemia di vittime in coma. Il demone costringe John ad aiutarlo mostrandogli che ha intrappolato l'anima di Trish all'interno del suo corpo. Successivamente, John incontra Angela, la coscienza collettiva di Los Angeles, che lo aveva seguito sin dal suo arrivo possedendo varie persone, incluso l'autista che lo aveva salvato. Seducendolo, Angela ammette di aver scatenato i suoi demoni interiori come prova e gli dice che non permetterà ai demoni della disperazione di avvelenare una città di speranza. Ritornato da Chas, John ammette di non avere il potere di sconfiggere da solo i nemici di Nergal e elabora un piano. Prima attira il dio della morte azteco Mictlantecuhtli per attaccare i demoni per lui. Poi attrae i demoni in una chiesa non consacrata promettendo di consegnare Nergal, li intrappola all'interno con acqua santa e permette al dio e ai demoni di combattere tra loro, finendo poi il dio vincente con un incantesimo. Tornato in ospedale, John evoca Nergal. Prova un bluff: taglia Nergal dai suoi protettori, lo tormenta con i demoni interiori di Constantine e apre tutte le porte tra l'Inferno e Los Angeles, lasciando a Nergal 5000 concorrenti da affrontare invece di 5. Nergal accetta la sfida di John, costringendolo a usare il suo piano di riserva: la Maledizione Camdever. Liberando tutto l'amore di Trish e Renee per Chas, il demone viene distrutto, poiché l'anima di Trish è bloccata dentro di lui. Questo libera la ragazza, salva le vittime in coma e distrugge il demone. Ma più tardi, in una diner, John rivela a Chas che l'amore era il sacrificio che ha alimentato la maledizione: Trish e Renee non ricorderanno mai più Chas e, ulteriormente, Chas non ricorderà John. Angela appare sotto forma di un uomo anziano, ringrazia John e promette di prendersi cura di Chas. John si dirige verso Londra, con un demone interiore sopravvissuto a fargli compagnia.

## Personaggi
- John Constantine, doppiato da Matt Ryan, un cacciatore di demoni esperto e maestro dell'occulto. Ryan doppia anche i Demoni di Constantine.
- Chas Chandler, doppiato da Damian O'Hare, un amico di lunga data di Constantine sin dall'infanzia. O'Hare è stato la voce di John Constantine in Justice League Action.
- Asa the Healer / Nightmare Nurse, doppiata da Laura Bailey.
- Trish Chandler, doppiata da Laura Bailey.
- Renee Chandler, doppiata da Emily O'Brien.
- Angela the Queen of Angels, doppiata da Rachel Kimsey.[1]
- Butler, doppiato da Robin Atkin Downes.
- Nergal, doppiato da Robin Atkin Downes.[2]
- Beroul / Nergal, doppiato da Jim Meskimen.
- Cheleb, doppiato da Jim Meskimen.[2]
- Quedbas, doppiato da Jim Meskimen.[2]
- Mahonin, doppiato da Kevin Michael Richardson.[2]
- Vecchio posseduto da Angela, doppiato da Kevin Michael Richardson.[2]
- Mictlantecuhtli, doppiato da Rick D. Wasserman.[2]

## Episodi
| Episodio | Titolo originale         | Pubblicazione USA |
| -------- | ------------------------ | ----------------- |
| 1        | City of Demons: Part One | 24 marzo 2018     |
| 2        | City of Demons: Part Two | 17 gennaio 2019   |

## Produzione
Matt Ryan ha ripreso il suo ruolo dalla serie live-action come John Constantine nella serie animata, dopo aver fatto un'apparizione come ospite nella quarta stagione di Arrow. Il presidente della The CW, Mark Pedowitz, ha notato che all'epoca non ci sono stati discussioni riguardo alla possibilità che altri personaggi della serie live-action potessero apparire nella serie web, o se questa versione del personaggio avrebbe "collegato indietro alle trame della serie live-action a cui ha preso parte".
La serie è stata sviluppata da Warner Bros. Animation, Berlanti Productions, e Blue Ribbon Content, con Greg Berlanti, Sarah Schechter e David S. Goyer come produttori esecutivi, e Butch Lukic come produttore. J. M. DeMatteis ha scritto la serie, che è stata diretta da Doug Murphy. La serie è un adattamento del romanzo grafico All His Engines. Il Vice Presidente di Warner Bros. Animation e Blue Ribbon Content, Peter Girardi, ha detto che la serie mirava ad essere "più scura" rispetto alla serie live-action e più vicina ai fumetti Hellblazer pubblicati dall'etichetta Vertigo della DC.
Sebbene inizialmente fosse stato dichiarato che City of Demons si sarebbe collegato alla serie live-action Constantine, le due serie differiscono significativamente l'una dall'altra con approcci diversi sui personaggi e sui punti della trama. Secondo J. M. DeMatteis, la serie non è una continuazione di Constantine, ma è nello stesso universo del film del 2017 Justice League Dark. Peter Girardi ha definito lo show come parte dell'"universo animato di Constantine".

## Distribuzione
La prima metà di Constantine: City of Demons è stata rilasciata come cinque episodi brevi su CW Seed, il 24 marzo 2018, dopo la premiere dello stesso giorno al WonderCon. Lo scrittore J. M. DeMatteis ha successivamente confermato che erano previsti altri sette episodi, così come un rilascio in DVD e Blu-ray con 20 minuti di scene aggiuntive, simile a Vixen: The Movie. La versione lungometraggio è stata successivamente rilasciata in Blu-ray e digitale il 9 ottobre, dopo una proiezione speciale al New York Comic Con il 4 ottobre. La serie ha fatto il suo debutto in televisione su The CW il 15 ottobre, ospitata da Ryan con il titolo Constantine: The Legend Continues. Dopo che la prima metà è stata inizialmente rilasciata come cinque episodi separati, la serie è stata successivamente compilata e completata come due episodi su CW Seed il 17 gennaio 2019.

## Accoglienza
Jesse Schedeen di IGN ha assegnato alla prima metà della serie un 8.1 su 10, osservando che gli episodi "costruiscono un conflitto diretto ma piacevole con il mago astuto e servono da promemoria che Matt Ryan è perfetto per questo personaggio, sia in live-action che in animazione". Schedeen ha successivamente assegnato al film completo un 7.5 su 10, notando che la trama "tira un po' nel mezzo" ma "riprende slancio quando arriva il climax".
Renee Schonfeld di Common Sense Media, assegnando al film 3 stelle su 5, ha detto che l'animazione "distintiva, le battaglie appassionanti e le interpretazioni vocali di alta qualità servono bene a questo 'eroe' DC fuori dal comune — con la premessa che si tratta di un affare macabro".